# (10988) Feinstein
(10988) Feinstein – planetoida z pasa głównego asteroid okrążająca Słońce w ciągu 3 lat i 161 dni w średniej odległości 2,28 j.a. Została odkryta 28 lipca 1968 roku w Obserwatorium Féliksa Aguilara przez zespół El Leoncito Station. Nazwa planetoidy pochodzi od Alejandro Feinsteina (ur. 1928), argentyńskiego astronoma pracującego w Obserwatorium La Plata. Przed nadaniem nazwy planetoida nosiła oznaczenie tymczasowe (10988) 1968 OL.